# Субраман'я Бхараті
Субраман'я Бхараті (*சுப்பிரமணிய பாரத, нар. 11 грудня 1882 — пом. 11 вересня 1921) — індійський поет, фундатор сучасної тамільської поезії, письменник, журналіст, соціальний реформатор.

## Життєпис
Поет походить із брахманської родини. Справжнім ім'ям поета — Чіннасвамі Субраман'я Айєр. У 1887 році втратив матір. Початкову освіту здобув удома завдяки батькові. Вивчив англійську мову та арифметику. Тоді ж серйозно захопився музикою і поезією. У 11 років отримав прізвисько Бхараті (блаженний Сарасваті). Освіту здобув в Індуїстському коледжі в м. Тірунелвелі. У 1897 році одружився зі своєю двоюрідною сестрою.
Згодом перебрався до Варанасі, де слухав лекції в місцевому університеті. Тут захопився ідеями індійського націоналізму, одночасно вивчив гінді та санскрит. У 1905 році став учасником сесії Індійського національного конгресу, яка проходила у Варанасі. Після цього захопився ідеями Свамі Вівекананди, почав виступати за рівні права для жінок. Того ж року переїхав до Ченнаї, де став помічником редактора тамільської газети «Свадешамітрам». У 1907 році його призначили редактором тамільської газети «Індія» та англомовної газети «Бала Бхаратха». У цих виданнях Бхараті друкував власні вірші та статті, в яких відображалися його політичні та соціальні погляди.
У 1907 році був учасником засідання Індійського національного конгресу, де стався розкол між прихильниками радикального та поміркованого напрямів. Бхараті підтримував Локман'ю Тілака, очільника радикалів. Внаслідок цього у 1908 році Субраман'я підпав під підозру британського колоніального уряду. Тому він переїхав до м. Пондічеррі, яке тоді належало Франції. Тут редагував журнал «Індія», газети «Віджая», «Бала Бхаратхам», «Сурьйотхаям». Лише у 1918 році повернувся до Британської Індії й був заарештований у м. Куддалор. За ґратами провів 3 тижні, а потім його перевели під домашній арешт, який було знято у 1920 році (у зв'язку з погіршенням стану здоров'я). Після цього Бхараті переїздить до Ченнаї. Там, у храмі Партасараті його штовхнув слон, якого він годував. Хоча поет пережив цей інцидент, через кілька місяців стан його здоров'я погіршився, і він помер 11 вересня 1921 року.

## Творчість
За свій внесок у розвиток сучасної тамільської літератури отримав почесне звання Махакаві (великий поет). Його творчість насичена емоційністю, помітна яскравою образністю, експресивними ритмами. Він був співцем загального братства, водночас проповідником любові до батьківщини — «деса-бгакті» («релігії патріотизму»).
Бхараті шанував духовну спадщину як Тамілнаду, так і всієї Індії, використовував релігійно-міфологічні образи, «високі» і «низові» сюжети дравідійського художнього мислення. Оптимістичне життєсприйняття найяскравіше проявилося в його «прозопоезії» («Усе бочине», «Шакті», «Вітер», «Море»).
У любовній ліриці відобразилися ідеї єдності (адвайта), які дозволяли обґрунтовувати єдність, духовну спорідненість усіх каст, усіх індусів.
Поет рішуче відкинув сліпе схиляння перед старовиною, слізну ностальгію з приводу «славного минулого». У вірші «Померле минуле» він писав, що нерозумно журитися і ридати з приводу днів, які безповоротно минули. Життя для Бхараті священне, бо воно є проявом божественної сили. Особливого значення поет надає образу богині Шакті в її різних іпостасях — Калі, Дурґі, Парашакті, Шівашакті.
Є автором англомовної книги «Лисиця та її золота хвіст».

## Стиль
Його ритміка екстатична, вірші вирізняються великою кількістю звуконаслідувань і повторів, ніби наслідуючи магічні заклинання.